# Herpetopoma
Herpetopoma is een geslacht van weekdieren uit de klasse van de Gastropoda (slakken).

## Soorten
- Herpetopoma alacerrimum Dell, 1956
- Herpetopoma annectans (Tate, 1893)
- Herpetopoma aspersum (Philippi, 1846)
- Herpetopoma atratum (Gmelin, 1791)
- Herpetopoma barbieri Poppe, Tagaro & Dekker, 2006
- Herpetopoma bellum (Hutton, 1873)
- Herpetopoma benthicola Powell, 1937
- Herpetopoma corallinum Jansen, 1994
- Herpetopoma corrugatum (Pease, 1861)
- Herpetopoma crassilabrum (G. B. Sowerby III, 1905)
- Herpetopoma elevatum Jansen, 1994
- Herpetopoma exasperatum (A. Adams, 1853)
- Herpetopoma fenestratum (Tate, 1893)
- Herpetopoma fimbriatum (Pease, 1861)
- Herpetopoma helix (Barnard, 1964)
- Herpetopoma howense Jansen, 1994
- Herpetopoma instrictum (Gould, 1849)
- Herpetopoma komiticum (Laws, 1939) †
- Herpetopoma larochei (Powell, 1926)
- Herpetopoma lischkei (Pilsbry, 1904)
- Herpetopoma mariae Finlay, 1930
- Herpetopoma naokoae Poppe, Tagaro & Dekker, 2006
- Herpetopoma norfolkense Jansen, 1994
- Herpetopoma parvumbilicatum (Laws, 1939) †
- Herpetopoma pauperculum (Lischke, 1872)
- Herpetopoma poichilum Vilvens, 2012
- Herpetopoma pruinosum (B. A. Marshall, 1979)
- Herpetopoma pumilio (Tate, 1893)
- Herpetopoma rubrum (A. Adams, 1853)
- Herpetopoma scabriusculum (A. Adams & Angas, 1867)
- Herpetopoma serratocinctum Herbert, 2012
- Herpetopoma seychellarum (G. Nevill & H. Nevill, 1869)
- Herpetopoma stictum Herbert, 2012
- Herpetopoma sulciferum (A. Adams, 1853)
- Herpetopoma verruca (Gould, 1861)
- Herpetopoma vixumbilicatum (Tate, 1893)
- Herpetopoma xeniolum (Melvill, 1918)